# Nowa Wieś (powiat kartuski)
Nowa Wieś (kaszub. Nowô Wies) – wieś w Polsce, położona w województwie pomorskim, w powiecie kartuskim, w gminie Stężyca, przy drodze wojewódzkiej nr 228. Położona na Kaszubach.
| SIMC    | Nazwa   | Rodzaj    |
| ------- | ------- | --------- |
| 0173999 | Dębniak | część wsi |

W latach 1975–1998 miejscowość administracyjnie należała do województwa gdańskiego.
Nowa Wieś 31 grudnia 2014 r. miała 262 stałych mieszkańców.